# Argyrogramma intracta
Argyrogramma intracta là một loài bướm đêm trong họ Noctuidae.